# Comuna Bretea Română, Hunedoara
Bretea Română (în maghiară: Oláhbrettye, în germană: Wallachisch-Brettendorf) este o comună în județul Hunedoara, Transilvania, România, formată din satele Bățălar, Bercu, Bretea Română (reședința), Bretea Streiului, Covragiu, Gânțaga, Măceu, Ocolișu Mare, Plopi, Ruși, Vâlcelele Bune, Vâlcele și Vâlceluța.

## Demografie
Componența etnică a comunei Bretea Română
     Români (95,92%)
     Alte etnii (0,34%)
     Necunoscută (3,74%)
Componența confesională a comunei Bretea Română
     Ortodocși (87,37%)
     Penticostali (5,76%)
     Alte religii (2,63%)
     Necunoscută (4,24%)
Conform recensământului efectuat în 2021, populația comunei Bretea Română se ridică la 2.969 de locuitori, în scădere față de recensământul anterior din 2011, când fuseseră înregistrați 3.052 de locuitori. Majoritatea locuitorilor sunt români (95,92%), iar pentru 3,74% nu se cunoaște apartenența etnică. Din punct de vedere confesional, majoritatea locuitorilor sunt ortodocși (87,37%), cu o minoritate de penticostali (5,76%), iar pentru 4,24% nu se cunoaște apartenența confesională.

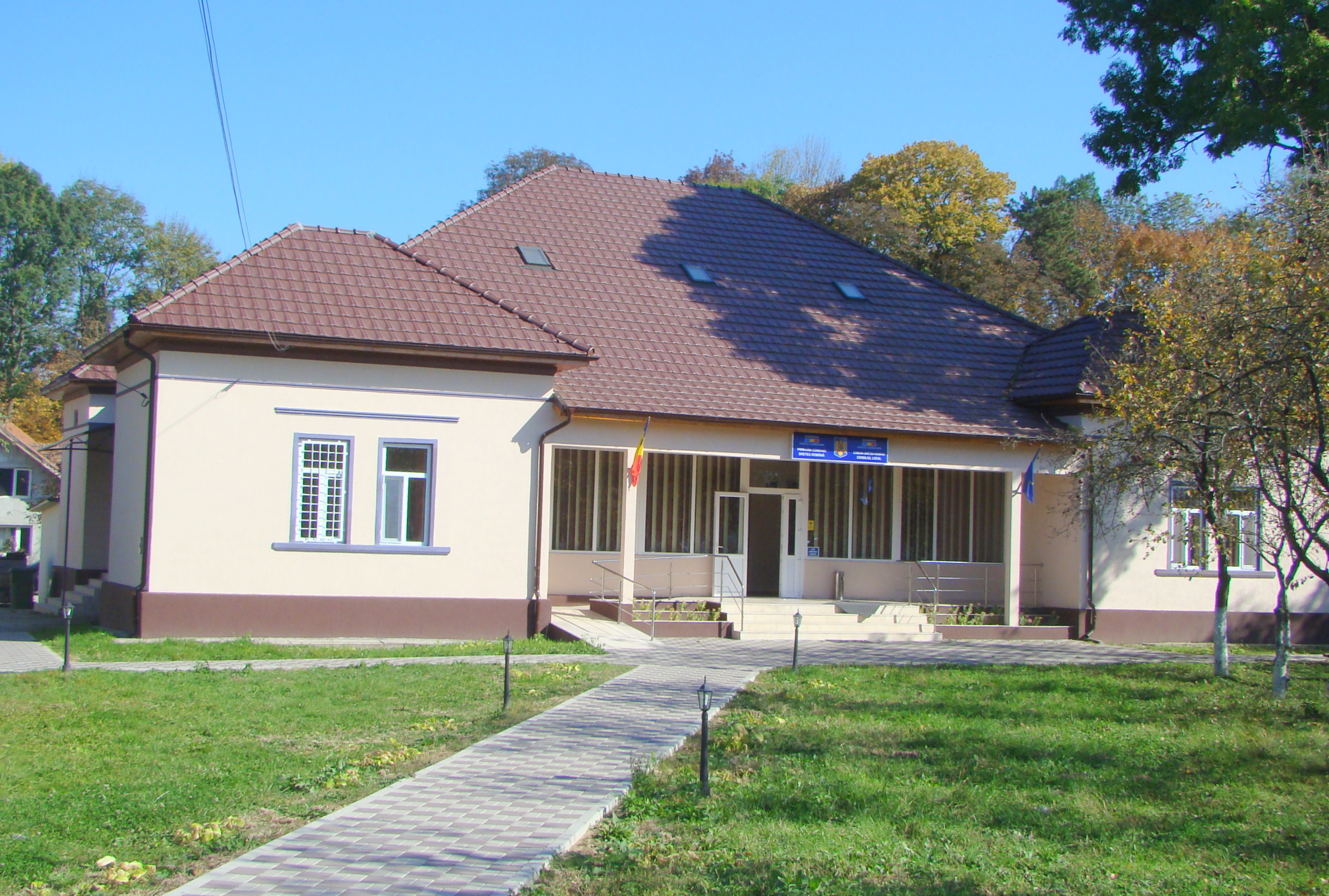
Primăria și Consiliul local

## Politică și administrație
Comuna Bretea Română este administrată de un primar și un consiliu local compus din 11 consilieri. Primarul, Gruia Răzvan Ciprian Ionescu[*], de la Partidul Social Democrat, este în funcție din 2016. Începând cu alegerile locale din 2024, consiliul local are următoarea componență pe partide politice:
|  | Partid                          | Consilieri | Componența Consiliului | Componența Consiliului | Componența Consiliului | Componența Consiliului | Componența Consiliului | Componența Consiliului | Componența Consiliului | Componența Consiliului |
|  | ------------------------------- | ---------- | ---------------------- | ---------------------- | ---------------------- | ---------------------- | ---------------------- | ---------------------- | ---------------------- | ---------------------- |
|  | Partidul Social Democrat        | 8          |                        |                        |                        |                        |                        |                        |                        |                        |
|  | Partidul Național Liberal       | 2          |                        |                        |                        |                        |                        |                        |                        |                        |
|  | Alianța pentru Unirea Românilor | 1          |                        |                        |                        |                        |                        |                        |                        |                        |

## Atracții turistice
- Parcul Național Retezat